# San Juan de los Ángeles
San Juan de los Ángeles är en ort i Mexiko.   Den ligger i kommunen Villa Corzo och delstaten Chiapas, i den sydöstra delen av landet, 700 km sydost om huvudstaden Mexico City. San Juan de los Ángeles ligger 820 meter över havet och antalet invånare är 150.
Terrängen runt San Juan de los Ángeles är varierad. San Juan de los Ángeles ligger nere i en dal. Runt San Juan de los Ángeles är det ganska glesbefolkat, med 28 invånare per kvadratkilometer. Närmaste större samhälle är Ignacio Zaragoza, 2,0 km norr om San Juan de los Ángeles. I omgivningarna runt San Juan de los Ángeles växer i huvudsak städsegrön lövskog.